# Katarzyna Mądrzycka-Adamczyk
Katarzyna Mądrzycka-Adamczyk (ur. 1981 w Starachowicach) – polska artystka łącząca w swojej twórczości takie dziedziny sztuki jak malarstwo, tkanina artystyczna, rzeźbiarstwo czy collage.

## Życiorys
W latach 2001–2006 studiowała na Wydziale Tkaniny i Ubioru Akademii Sztuk Pięknych im. Władysława Strzemińskiego w Łodzi, którą ukończyła z wyróżnieniem. W latach 2001–2003 uczęszczała również do Policealnego Technikum Technik Teatralnych i Filmowych w Łodzi, po którym otrzymała tytuł technika modelatora-dekoratora.
Współautorka publikacji Książka do zobaczenia, jak również Feminatywy w akademii. Słowniczek. Część warsztatów jej autorstwa stały się kanwą scenariusza do odcinków „Kulturanka”, programu o sztuce nowoczesnej i współczesnej, tworzonego przez zespół edukatorów Muzeum Sztuki w Łodzi. Katarzyna Mądrzycka-Adamczyk jest również autorką felietonów pt. Szydełko w akcji, publikowanych na łamach aperiodyku „Silne”.
Wśród jej prac można wymienić: „Ja czuję!” (2020), „Tort na stulecie praw wyborczych Kobiet w Polsce 1918-2018″ (2018), „Poczuj” (2018), „Ja dziergam a tu kipi!” (2013), „Ja dziergam a świat WRZE!” (2019), „Damski bokser” (2013), „Kura domowa” (2012).
Uczestniczyła w kilkudziesięciu wystaw o charakterze międzynarodowym, jak i ogólnopolskim, m.in.: VII Międzynarodowe Biennale Malarstwa i Tkaniny Unikatowej, 7,8 i 9 Międzynarodowe Biennale Tkaniny Lnianej, 12, 13 Ogólnopolska Wystawa Tkaniny Unikatowej oraz 9 Ogólnopolska Wystawa Miniatury Tkackiej w ramach Międzynarodowego Triennale Tkaniny. Jej prace znajdują się w zbiorach Centralnego Muzeum Włókiennictwa w Łodzi, Muzeum Rzemiosła w Krośnie oraz w kolekcjach prywatnych w kraju i zagranicą.
W latach 2010–2023 pracowała w Muzeum Sztuki w Łodzi w Dziale Edukacji, gdzie pełniła również funkcję koordynatorki dostępności.
Od kwietnia 2023 Naczelniczka Wydziału Dostępności w Urzędzie Komunikacji Elektronicznej.
Autorka audiodeskrypcji – słownego opisu wizualności: dzieł sztuki m.in. dla Muzeum Sztuki w Łodzi, obiektów muzealnych m.in. dla Muzeum Książki Artystycznej oraz spektakli teatralnych m.in. "Praktyka widzenia" reż. W. Rodak w Teatrze Nowym w Łodzi.